# Въведение Богородично (Самоков)
Вижте пояснителната страница за други значения на Въведение Богородично.
„Въведение Богородично“ е българска православна църква в град Самоков, България.

## История
Разположена е в Долната махала и е завършена през 1935 г. Иконите ѝ са дело на самоковски зографи.